# Arugot
Arugot (hebrejsky עֲרוּגוֹת, doslova „Záhony“, v oficiálním přepisu do angličtiny Arugot) je vesnice typu mošav v Izraeli, v Jižním distriktu, v Oblastní radě Be'er Tuvja.

## Geografie
Leží v nadmořské výšce 67 metrů v pobřežní nížině, v regionu Šefela.
Obec se nachází 15 kilometrů od břehu Středozemního moře, cca 38 kilometrů jihojihovýchodně od centra Tel Avivu, cca 43 kilometrů jihozápadně od historického jádra Jeruzalému a 2 kilometry východně od Kirjat Mal'achi. Arugot obývají Židé, přičemž osídlení v tomto regionu je etnicky převážně židovské.
Arugot je na dopravní síť napojen pomocí dálnice číslo 3, která tu probíhá zároveň pod označením dálnice číslo 40.

## Dějiny
Arugot byl založen v roce 1949. Novověké židovské osidlování tohoto regionu začalo po válce za nezávislost tedy po roce 1948, kdy oblast ovládla izraelská armáda.
Zakladateli mošavu byla skupina Židů z Rumunska a Polska. Zpočátku byla místní ekonomika založena na zemědělství (chov dobytka a drůbeže). V současnosti zde je také rozšířené pěstování ovoce. V obci funguje obchod se smíšeným zbožím.
Jméno vesnice je inspirováno citátem z biblické Knihy Ezechiel 17,7 – „Byl však ještě jeden veliký orel s velkými křídly a bohatě opeřený. A hle, vinná réva upnula své kořeny k němu, i své větvoví k němu vztáhla, aby ji svlažoval mimo záhony, kde byla vysazena“

## Demografie
Podle údajů z roku 2014 tvořili naprostou většinu obyvatel v Arugot Židé (včetně statistické kategorie "ostatní", která zahrnuje nearabské obyvatele židovského původu ale bez formální příslušnosti k židovskému náboženství).
Jde o menší obec vesnického typu s dlouhodobě rostoucí populací. K 31. prosinci 2014 zde žilo 1093 lidí. Během roku 2014 populace stoupla o 0,8 %.
| Rok            | 1961 | 1972 | 1983 | 1995 | 2001 | 2003 | 2004 | 2005 | 2006 | 2007 | 2008 | 2009 | 2010 | 2011 | 2012 | 2013 | 2014 |
| -------------- | ---- | ---- | ---- | ---- | ---- | ---- | ---- | ---- | ---- | ---- | ---- | ---- | ---- | ---- | ---- | ---- | ---- |
| Počet obyvatel | 363  | 256  | 363  | 532  | 662  | 713  | 731  | 762  | 765  | 785  | 810  | 1007 | 1047 | 1063 | 1043 | 1084 | 1093 |